# Tomanovica
Tomanovica (mađ. Tomanovichpuszta) je naseljena pustara u jugoistočnoj Mađarskoj.

## Zemljopisni položaj
Nalazi se kod Boršota.

## Upravna organizacija
Upravno pripada bajskoj mikroregiji u Bačko-kiškunskoj županiji. Poštanski je broj 6454. Pripada selu Boršotu.

## Stanovništvo
Stanovnike se naziva Tomanovcima i Tomanovkinjama, a naziv za njih zabilježen je u Bikiću.